# Калоян Иванов
 Тази статия е за българския баскетболист.  За футболиста вижте Калоян Иванов (футболист).  
Калоян Тошков Иванов е български баскетболист.
Роден е на 18 март 1986 година във Варна. Негов брат-близнак е баскетболистът Деян Иванов. Започва да играе професионално от 2002 година, като през следващите години играе за кратко в множество баскетболни клубове в България, Испания, Италия и Турция.